# Góra (stad)
Góra (Duits: Guhrau) is een stad in het Poolse woiwodschap Neder-Silezië, gelegen in de powiat Górowski. De oppervlakte bedraagt 13,66 km², het inwonertal 12.671 (2005).

## Verkeer en vervoer
- Station Góra Śląska Dworzec Mały

## Partnerstad
- Herzberg am Harz